# Elettromacumba (singolo)
Elettromacumba è un brano della rockband italiana Litfiba. È il primo singolo estratto, nel 2000, dall'album in studio "Elettromacumba", nonché il primo dell'era post-Pelù (2000-2009) con la voce di Gianluigi "Cabo" Cavallo. Ha ottenuto un massiccio airplay radiofonico, entrando in top 5.

## Videoclip
Il video, diretto da Federico Brugia, viene registrato il 20 gennaio 2000, il giorno prima dell'uscita dell'album. Le prime trasmissioni del video sui canali musicali risalgono ai primi di febbraio.

## Tracce
- Elettromacumba - 4:19

## Formazione
- Gianluigi Cavallo - voce
- Ghigo Renzulli - chitarra, voce addizionale
- Gianluca Venier - basso
- Ugo Nativi - batteria